# Super FX

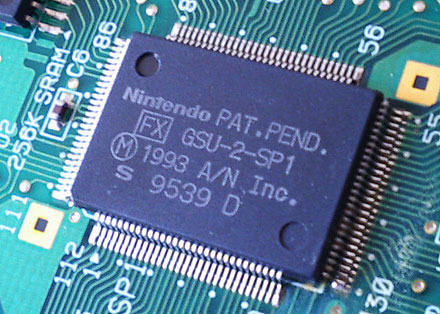
Coprocessador Super FX 2 de Super Mario World 2: Yoshi's Island

Super FX é uma tecnologia utilizada em alguns cartuchos para o console Super Nintendo (SNES) em jogos 3D como o Star Fox. Se trata de um coprocessador RISC geralmente programado para atuar como um acelerador gráfico com a função de desenhar polígonos para a memória.
Comparado aos gráficos tridimensionais com milhões de polígonos dos consoles modernos, o Super FX só era capaz de produzir algumas centenas. A exemplo de Star Fox onde os lasers, asteróides e outros obstáculos eram gráficos rasterizados em escala e os polígonos eram reservados aos obstáculos cubóides e espaçonaves.
Além de acelerar gráficos 3D, o processador também foi utilizado para ampliar os recursos gráficos 2D do SNES como no jogo Super Mario World 2: Yoshi's Island em que ele é responsável por redimensionar as imagens e aplicar efeitos de ilusão de profundidade.
A primeira versão do chip, comumente referido como simplesmente "Super FX", tem um clock externo de 21 MHz e um clock interno de 10,5 MHz. Mais tarde, o projeto foi revisto para se tornar o Super FX GSU-2; este, ao contrário do primeiro, é capaz de atingir os 21 MHz.
Cartuchos que contêm um chip Super FX têm contactos adicionais na parte inferior do cartucho que liga às ranhuras suplementares do slot de cartucho do SNES.
Os jogos com Super FX são mais caros que os demais jogos do SNES, devido a um maior custo de fabricação.

## Jogos

### Processador Super FX
- Dirt Racer
- Dirt Trax FX
- Star Fox (EUA/Japão) / Starwing (Europa)
- Stunt Race FX (EUA/Europa) / Wild Trax (Japão)
- Vortex

### Processador Super FX 2
- Comanche (cancelado)
- Doom
- Elite (cancelado)
- FX Fighter (não lançado)
- Star Fox 2 (lançado posteriormente no SNES Classic Edition em 2017)
- Super Mario World 2: Yoshi's Island
- Winter Gold